# Małyj Tołkaj
Małyj Tołkaj (ros. Малый Толкай) – wieś (sieło) w Rosji, w obwodzie samarskim, w rejonie pochwistniewskim. W 2021 liczyła 904 mieszkańców.